# Centro acquatico olimpico
Il centro acquatico olimpico o CAO (in francese Centre aquatique olympique è un impianto sportivo francese di Saint-Denis (Senna-Saint-Denis), realizzato in occasione dei Giochi della XXXIII Olimpiade.

## Storia
Il 15 maggio 2020 il consiglio della Metropoli della Grande Parigi assegnò alla società Bouygues Construction il contratto per la realizzazione dell'impianto. I lavori di costruzione, dal costo stimato di 127 milioni di euro, ebbero inizio il 15 novembre 2021. L'impianto è stato ufficialmente inaugurato il 4 aprile 2024, alla presenza del presidente della Repubblica francese Emmanuel Macron.
Tra il 27 luglio e il 10 agosto 2024 la struttura ha ospitato le gare di nuoto artistico, pallanuoto e tuffi dei Giochi della XXXIII Olimpiade. Terminati i giochi, l'impianto sarà aperto al pubblico nel giugno 2025.

## Caratteristiche
La struttura è alta 30 metri e ha una superficie complessiva di 12 000 m². All'interno sono presenti una piscina principale di dimensioni 50 × 25 m e una per i tuffi di dimensioni 22 × 25 m. Durante i giochi olimpici la struttura avrà una capienza di 5 000 spettatori e sarà realizzata una piscina esterna temporanea per il riscaldamento. Al termine dei giochi la capacità sarà ridotta a 2 500 spettatori.